# Ellen Langer

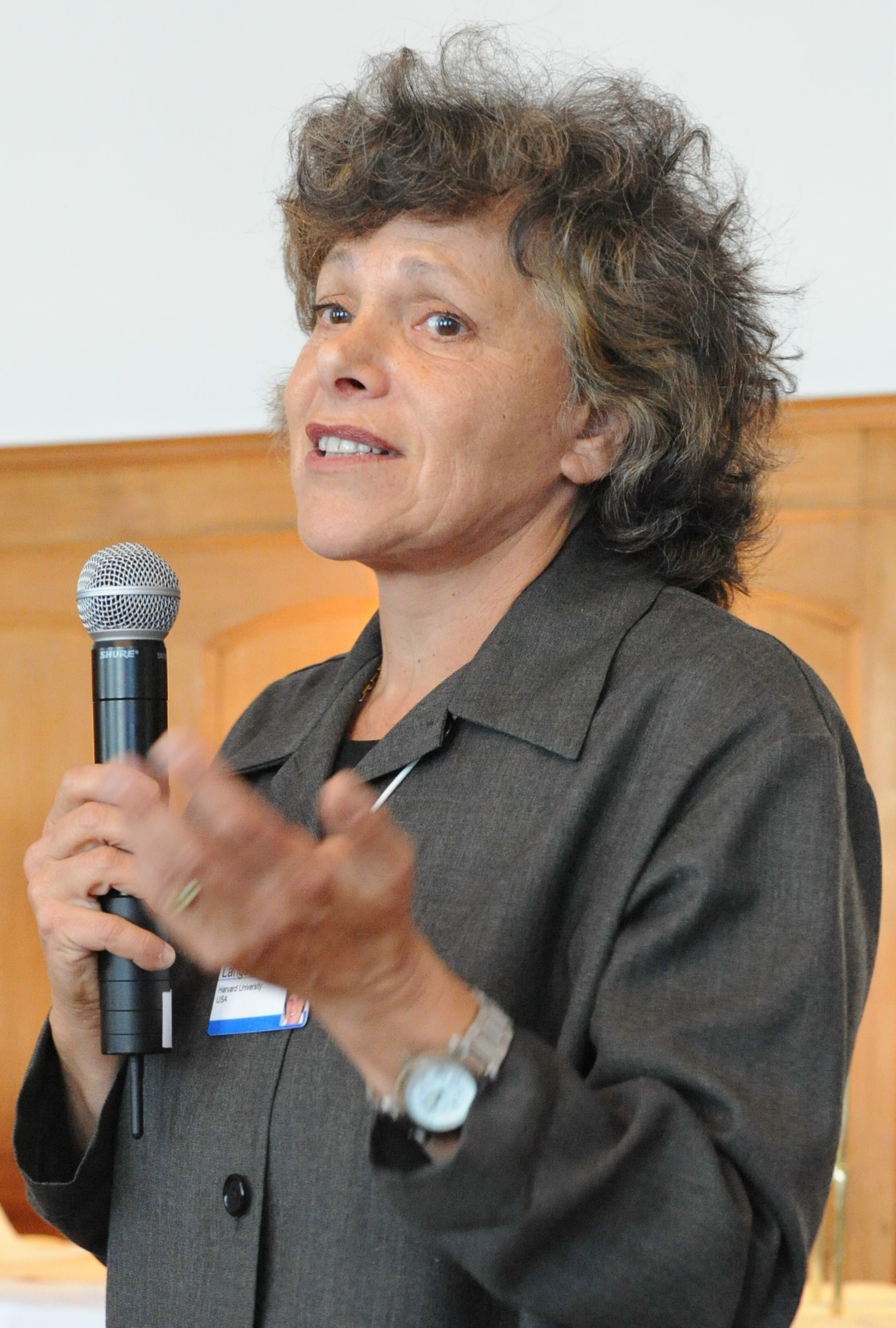
Ellen Langer (2008)

Ellen Jane Langer (* 25. März 1947 in New York City) ist eine US-amerikanische Psychologin. Sie ist Professorin für Psychologie an der Harvard University. Zu ihren Fachgebieten gehören Kontrollillusion, Entscheidungsfindung, Altern und Mindfulness/Achtsamkeit.

## Leben
Ellen Langer schrieb ihre Doktorarbeit in sozialer und klinischer Psychologie 1974 an der Yale University. Sie ist Autorin von mehr als 200 wissenschaftlichen Artikeln und sechs akademischen Büchern, von denen Mindfulness und The Power of Mindful Learning die wohl bekanntesten sind.

## Preise
1980 wurde sie mit einem Guggenheim-Stipendium ausgezeichnet. Andere Ehrungen sind der Award for Distinguished Contributions für Psychologie im öffentlichen Interesse der American Psychological Association, der Preis für Distinguished Contributions of Basic Science to Applied Psychology der American Association of Applied and Preventive Psychology, der James-McKeen-Cattell-Preis und der Gordon-Allport-Intergroup-Relations-Preis.